# كاسي ساندر
كاسي ساندر (بالإنجليزية: Casey Sander)‏ هو ممثل أمريكي، ولد في 6 يوليو 1956 بواشنطن العاصمة في الولايات المتحدة.

## أعمال

### أفلام
- (2006) 16 بناية[4]

### مسلسلات
- أبناء المختبر
- تحسين المنزل
- جاغ
- خطوة بخطوة
- دارما وغريغ
- دالاس
- ديناستي
- ذا ميدل
- رجال ماد
- عقول إجرامية
- غريس أندر فاير
- قواعد الارتباط
- كاسل
- نظرية الانفجار العظيم

## وصلات خارجية
- كاسي ساندر على موقع IMDb (الإنجليزية)
- كاسي ساندر على موقع ألو سيني (الفرنسية)
- كاسي ساندر على موقع أول موفي (الإنجليزية)
- كاسي ساندر على موقع قاعدة بيانات الأفلام السويدية (السويدية)
- كاسي ساندر على موقع قاعدة بيانات الفيلم (الإنجليزية)
- كاسي ساندر على موقع كينوبويسك (الروسية)